# Ю (самолёт)
Ю — проект военно-транспортного десантного самолета для переброски и десантирования до 200 бойцов с оружием и снаряжением или крупногабаритной техники массой до 25 тонн. Самолёт мог быть переоборудован в санитарный с возможностью транспортировки до 160 больных и раненых..

## Предназначение
В проекте представлял собой моноплан со среднерасположенным крылом размахом 44 м и двухпалубным фюзеляжем длиной 41 метр. Силовая установка с двумя ТВД ТВ-12 (прототип НК-12) со взлётной мощностью 12 500 э. л. с. каждый, в дальнейшем предусматривалась замена на ТВ-14. Винты соосные диаметром 5,8 метров. Под приподнятой хвостовой частью фюзеляжа располагался большой грузовой люк для воздушного и посадочного десантирования и выгрузки техники даже при аварийной посадке самолёта на фюзеляж с невыпущенным шасси.
Передняя гермокабина для экипажа имела двухпалубную компоновку, на верхней палубе находилась кабина для двух лётчиков, на нижней кабина для четырех остальных членов экипажа. В средней части нижней палубы располагался грузовой отсек длиной 16 метров, шириной 3,9 метров и высотой 2,8 метра. Над грузовым отсеком на верхней палубе располагались две (передняя и задняя) гермокабины для пассажиров или десантников. В хвостовой части фюзеляжа находится гермокабина стрелка, управлявшего пушечной установкой под две 23-мм пушки АМ-23. Предусматривалась выброска 140 парашютистов с возможным приземлением их всех на площадке длиной 1500 метров. Для этого десантирование должно было производится одновременно в три потока по два ряда: через десантные люки в полу грузового отсека в передней части самолета, и в полу верхней палубы в районе грузового люка и через сам грузовой люк. В 1955 был выполнен только эскизный проект.

## Характеристики
По расчётам при нормальной взлётной массе 78 тонн (максимальная взлётная масса составляет 83 тонны) длина разбега составляет 625 метров, а длина пробега при посадке без торможения винтами на 100 метров больше. Практическая дальность полёта с нагрузкой 20 тонн составляет 3500 километров. Максимальная скорость на высоте 8000 метров (практический потолок — 11 000 метров) от 650 до 700 километров в час.